# Bergtora
Bergtora Skarphedinsdotter var den lagkloke Njáls maka i Njáls saga. Hon och Hallgerd ställde till en fejd som efter en del dödande löstes av deras makar. Senare blev hon och Njál innebrända i sin gård Bergtorshval i samband med en annan fejd, när deras söner hade dödat Hoskuld Hvitanäsgode. Deras fiender hade erbjudit sig att skona Njál och Bergtora, men Njál ville inte leva om hans söner blev dödade och Bergtora ville inte leva om Njál blev innebränd.